# Peter Tatchell
Peter Gary Tatchell (Melbourne, 25 de enero de 1952) es un activista de derechos humanos británico de origen australiano, dedicado mayormente a la defensa de los derechos de los homosexuales, lesbianas, bisexuales y transexuales (LGBT). Se le conoce internacionalmente por su intento de arrestar al dictador de Zimbabue, Robert Mugabe, en 1999 y 2001, al que acusó de tortura y de otros abusos a los derechos humanos.
Tatchell nació en Melbourne (Australia). Años después se mudó al Reino Unido, donde adquirió la ciudadanía británica. A lo largo de su vida ha destacado por expresarse en todos los ámbitos de política y situaciones internacionales, ya desde muy joven al oponerse a la guerra de Vietnam.
En 2006 obtuvo el sexto puesto en la lista de "Héroes de nuestro tiempo" del New Statesman, por delante de Noam Chomsky, Bill Gates, el Dalái lama y Mijaíl Gorbachov. La lista definía a un héroe como un hombre o una mujer cuyas acciones han estado al servicio de un bien mayor y cuya influencia es nacional o internacional; alguien que está dispuesto a actuar en pos de un futuro más libre, equitativo y democrático, sin recurrir a la violencia.
En el aspecto relacionado con la pena de muerte, fue un acérrimo oponente de la misma siendo uno de los principales promotores de la campaña anti pena de muerte en Australia. Por eso mismo, en el año 1967 expresó su oposición a la pena en Australia cuando Ronald Ryan fue ejecutado en la horca, el último ejecutado legalmente en Australia.
En la década de 1970 se manifestó en varias ocasiones contra las terapias de aversión, un método conductista que buscaba convertir a los homosexuales (la homosexualidad entonces se consideraba una enfermedad psiquiátrica) en heterosexuales aplicándoles shocks eléctricos mientras veían imágenes de hombres desnudos o de relaciones homosexuales. Tatchell denunció que lo consideraba una forma de tortura y que había casos de personas gais que padecían depresión o estrés crónico como efecto de esta terapia conductista.[cita requerida]
En 1987 publicó la reseña de un libro que promovía las relaciones sexuales entre niños y adultos en el boletín del Partido Comunista de Gran Bretaña. En 1997, publicó una carta en The Guardian en la que declaraba que amigos suyos de tan solo nueve años habían tenido experiencias sexuales que les proporcionaban gran alegría y afirmaba que no todo el sexo con niños es indeseado, abusivo o dañino. En 2009, Tatchel publicó en The Guardian un artículo en el que sostenía que no debía criminalizarse el sexo con menores. Recibió críticas públicas por intentar "normalizar la pedofilia". Las críticas a Tatchell por su defensa del colectivo LGBT han pasado de provenir de grupos conservadores a provenir de grupos progresistas al centrarse en sus campañas para rebajar la edad de consentimiento y en sus vínculos con personas asociadas a grupos que buscan despatologizar la pedofilia. Sumados a su defensa de la prostitución, tales comentarios le han valido todo tipo de críticas por parte de grupos progresistas y feministas.
El 18 de mayo de 2010, Tatchell calificó como "cruel" e "injusta" la sentencia que condenó a Monjeza y Chimbalanga a 14 años de cárcel por ser culpables de los delitos de "actos contra natura" e "indecencia grave".
En el documental “Hating Peter Tatchell” de Netflix sobre la trayectoria de Tatchel, este afirma que "ha participado en más de 3.000 protestas, que se han saldado con 100 detenciones, 300 agresiones violentas, 50 ataques a su piso y media docena de complots para matarlo".